# Дундо Мароје
„Дундо Мароје“ је најпознатија комедија Марина Држића. Приказана је први пут, како се најчешће наводи, почетком фебруара 1551. године, у сали Великог вијећа Дубровачке републике, од стране Помет-дружине, мада постоје основане сумње у веродостојност овог податка.
Комедија се састоји од два пролога („Дуги Нос, негромант, говори“; „Племенити и добростиви скупе...“) и пет чинова (завршетак није сачуван). У основи овог Држићевог дела је сукоб (међусобно неразумевање) припадника старе и младе генерације, у доба ренесансе. Грађу за комедију писац је узео из непосредне стварности ондашњег Дубровника (о чему сведочи и његов исказ у другом прологу). Дундо Мароје је, заправо, наставак изгубљене комедије „Помет“ (што се, такође, наводи у поменутом прологу). Радња дела дешава се у Риму, али су главни ликови Дубровчани. („Жене, пара ли вам ово мало миракуло Рим из Дубровника гледат?“, обраћа се писац гледатељкама, настојећи да их што више заинтересује за своју позоришну представу.)

## Основни подаци о комедији „Дундо Мароје“
Комедију „Дундо Мароје“, као ни остале своје драмске текстове у прози, Марин Држић није штампао за живота. Није сачуван ни њен оригинални рукопис, већ само препис из друге половине XVI века, којем уз то, недостаје крај. Први пут је ова Држићева комедија одштампана тек 1876. године, а до новог постављења на позорницу дела у целини, тек другог по реду, дошло је тек седамдесетак година после тога - 1938. године. Народно казалиште у Загребу је тада извело „Дунда Мароја“, тачније, адаптирани текст Марка Фотеза, који је и режирао представу. У новије време је Држићев „Дундо Мароје“ доживео низ издања и позоришних извођења, а у великој мери је и заокупио пажњу проучавалаца књижевних текстова, подједнако и хрватских и српских, а и неких страних. 

## Кратка садржина ("аргумент") комедије
Дундо Мароје је послао сина Мара у Италију да тргује, давши му пет хиљада дуката. Овај се, међутим, није придржавао очевих савета и уместо да оде из Јакина (Анконе) у Фиренцу (па у Софију), одлази у Рим. Ту, у Риму, расипа очево благо, купујући поклоне куртизани Лаури. Дундо Мароје, сазнавши за синовљево „лоше владање“, одлази у Рим, и стиже пред Лаурину кућу. Намера му је да спаси бар нешто од своје имовине. У Рим стиже и Марова вереница Пера, преобучена „на мушку“, а ту су и други 
"нашијенци“. У Риму живи и Маров супарник Уго Тудешак, заљубљен (у Лауру) и увек припит. Ту су и Помет, Угов слуга, и Попива, Маров слуга. Они су, у ствари, режисери свих главних догађаја и надмећу се у томе ко ће боље угодити своме господару. Другим, речима, „цео комад је један дуел између њих, дуел између оштроумља и довитљивости“. Помет и Попива су супарници и што се тиче Петруњеле, Лаурине слушкиње. Мароје и Маро се (у другом чину) сусрећу, али се син прави да не познаје оца, кога стражари хватају и хапсе. Међутим, Помет, вештом игром, издејствује да Попива наговори свога господара да, новцем позајмљеним од Лауре, привремено (од Садија Јеврејина) закупи магацин са робом и, преобучен из племићког у трговачко одело, покаже свом оцу Мароју тај магацин. Све се ово дешава у трећем чину комедије, који је, заправо, њена кулминација. У четвртом чину Дундо Мароје осветнички користи новонасталу ситуацију и нове могућности, узима сву робу из магацина и прави се (сада он!) да не познаје сина. Помет, коначно, преузима све нити радње у своје руке. Куртизана Лаура, заправо, ћерка богатог племића Ондарда из Аузбурга, што ће рећи, богата наследница. Због овог открића Помет добија и награду од сто шкуда. Њему, дакле, полази за руком да „победи и избаци младог љубавника и из милости очеве и милости куртизане“. Сам завршетак комедије нам није познат, али се, већ и на основу пролога, може наслутити да ће се све „свршит у весеље“. Миховил Комбол (у „Повијести хрватске књижевности до народног препорода“, из 1945. године) претпоставља „да ће се Лаура удати за Нијемца Уга, док ће се Маро, надмудрен од оца и осрамоћен пред Лауром, вратити с вјереницом у Дубровник, где ће му уосталом, судећи по неким управо пристиглим листинама, некака баштина помоћи да заборави своје младеначке лудорије“. (Миховил Комбол ће написати и „Надопуну `Дунда Мароја`" - 1955. године -. заправо, завршетак комедије, онакав каквим га је он замишљао.)